# Basilio Camatero
Basilio Ducas Camatero (in greco Βασίλειος Δούκας Καματηρός?; fl. XII-XIII secolo) è stato un nobile e funzionario bizantino.
Basilio era figlio del funzionario e teologo Andronico Camatero, e fratello dell'imperatrice Eufrosina Ducena Camatera, moglie di Alessio III Angelo (r. 1195-1203). Parente della famiglia imperiale, sua nonna Irene Ducaina era probabilmente una figlia del Prōtostratōr Michele Ducas, cognato di Alessio I Comneno (r. 1081-1118) egli ricoprì l'alto rango di Sebastos, e dal 1166 ricoprì la carica di Protonotarios. Nel 1182 era avanzato alla carica di Logothetes tou dromou, ma fu licenziato, accecato (apparentemente solo in un occhio), ed esiliato in Russia quando Andronico I Comneno (r. 1182-1185) prese il potere.
Tornato a Costantinopoli, fu nuovamente logothetes tou dromou sotto Isacco II Angelo (r. 1185-1195), e rimase attivo a corte sotto suo cognato Alessio III. Dopo la quarta crociata fuggì nell'Impero di Nicea, istituito da suo nipote Teodoro I Lascaris, che nel 1209-1210 lo inviò come ambasciatore presso il re della Cilicia armena, Leone II.